# Esther Nisenthal Krinitz
Esther Nisenthal Krinitz (geboren 8. Februar 1927 als Esther Nisenthal in Mniszek, Gmina Gościeradów, Polen; gestorben 30. März 2001 in Frederick, Maryland) war eine autodidaktische polnische bildende Künstlerin.

## Leben
Esther Nisenthal wuchs in einer ländlichen Gegend östlich der Weichsel in einer jüdischen Familie mit ihren Eltern Hersh und Rachel sowie ihrem älteren Bruder Ruven und den drei jüngeren Schwestern Mania, Chana und Leah auf. Im Dorf lebten ebenfalls ihre Großeltern, Tanten, Onkel und fünf Cousins. Als Kind zeigte sich ihr Talent beim Nähen und Sticken. Beim Überfall auf Polen wurde auch ihr Dorf im September 1939 von deutschen Truppen besetzt. Während der Besetzung des Landes wurden 1942 die jüdischen Einwohner aus Mniszek und dem nahegelegenen Ort Rachów durch die deutschen Truppen gezwungen, als Zwangsarbeiter Straßen und Brücken zu bauen. Als Nisenthals Bruder Ruven sich im Juli 1942 auf Befehl der Gestapo im Arbeitslager „Janiszew“ (Janiszów an der Weichsel) melden sollte, versteckte ihr Vater sich den Sommer über mit ihm im Wald, versorgt mit Lebensmitteln, die Esther Nisenthal oder ihre Mutter ihnen brachten. Im Oktober 1942 wurden alle jüdischen Einwohner aus Rachów und Mniszek, somit auch Esther und ihre Familie, angewiesen, sich am Bahnhof von Kraśnik zum Abtransport in die Konzentrationslager zu sammeln. In der Nacht vor der Abfahrt beschlossen die fünfzehnjährige Esther und ihre dreizehnjährige Schwester Mania, unterzutauchen. Für zwei Tage kamen sie im Dorf Dąbrowa (deutsch Dombrowa) bei einem mit ihrem Vater befreundeten Bauern unter. Danach verbargen sie sich den Oktober über in wechselnden Verstecken, bevor sie Anfang November in das Dorf Grabówka wanderten, in dem ihre Identität nicht bekannt war. Dort gaben sie sich als polnische katholische Bauernmädchen aus, die von ihrer Familie getrennt worden seien, und baten um Arbeit. Sie gaben vor, aus einer Stadt jenseits der Weichsel zu kommen, wo ihre Familie, wie andere in der Region, ihren Bauernhof an eine „volksdeutsche“ Familie verloren hätte. Sie fanden Arbeit bei polnischen Bauern und blieben im Dorf, bis die Rote Armee im Juli 1944 eintraf.
Nachdem Esther Nisenthal ihre Familie in ihrem Heimatdorf Mniszek nicht hatte finden können, suchte sie im Konzentrations- und Vernichtungslager Lublin-Majdanek vergeblich nach Hinweisen auf ihre Familie. Im August 1944 schloss sie sich der dort stationierten sowjetischen und polnischen Armee an. Mit der Roten Armee gelangte sie nach Warschau und schließlich im März 1945 nach Deutschland. Esther und Mania waren die einzigen Mitglieder ihrer Familie, die den Holocaust überlebten. Nach Kriegsende holte Esther Nisenthal ihre Schwester Mania in Grabówka ab. Die Schwestern kamen in ein Displaced-Persons-Lager in der US-amerikanischen Besatzungszone im deutschen Ziegenhain.
Dort lernte Esther Nisenthal Max Krinitz (30. Januar 1915 – 6. Oktober 1998) kennen; sie heirateten im November 1946 im Lager. Sie ging mit ihm 1947 nach Belgien, wo Tochter Bernice geboren wurde. Im Juni 1949 wanderte sie mit ihrer Familie in die Vereinigten Staaten aus. Sie ließen sich in Brooklyn nieder, wo die zweite Tochter Helene geboren wurde. Esther Nisenthal Krinitz hatte eine Ausbildung als Schneiderin und führte als Designerin und Näherin die folgenden dreißig Jahre ihr eigenes Damenbekleidungsgeschäft, das sie auch nach dem Umzug der Familie 1983 nach Frederick im Bundesstaat Maryland weiterführte. Im Jahr 1998 starb ihr Ehemann. Im folgenden Jahr bereiste sie mit ihren Töchtern und Enkeln zum ersten Mal nach dem Krieg die Orte ihrer Kindheit und Jugend in Polen. Sie starb 2001 nach langjähriger Erkrankung an Amyloidose.

## Werk
Esther Nisenthal Krinitz hatte bei einer Schneiderin gelernt und beherrschte verschiedene handwerkliche Fertigkeiten, verfügte aber über keine künstlerische Ausbildung. Im Jahr 1977 fertigte sie zwei Stoffbilder für ihre erwachsenen Töchter; sie stellten die Schönheit und das Glück ihres ländlichen Elternhauses dar. Die folgenden 34 weiteren Kunstwerke begann sie zehn Jahre später „mithilfe der Techniken der Stickerei, Stoffapplikationen und gestickten narrativen Bildunterschriften“ als fortlaufende Erzählreihe mit zunehmender Komplexität. „Durch die Hinzufügung von Text wurde Esthers Kunst zu einem exquisiten, bestickten Zeugnis ihrer wahren Überlebensgeschichte“. Die Werke zeichnen sich durch kräftige, lebendige Farben und auffällige „Details mit einem Sinn für volkstümlichen Realismus“ aus. „Während die Bilder optisch ansprechend sind, offenbart eine genauere Betrachtung die schockierende Diskrepanz zwischen der ländlichen Umgebung und der dargestellten menschlichen Gewalt, dem Terror und dem Verrat“.
In den insgesamt 36 großformatigen bestickten Stoffbildern bildete Esther Nisenthal Krinitz Orte ihres Lebens ab: die Schauplätze und Gegenden ihrer Kindheit und Jugend, von Darstellungen der ländlichen polnischen Idylle und Festen mit ihrer Familie bis zum Einmarsch der deutschen Soldaten, dem Existieren unter dem Terror und dem späteren Leben in Amerika. Die Bilder, die die Kriegsjahre darstellen, sind schwarz eingefasst, während die anderen Erinnerungsbilder andersfarbig umrandet sind. Die Bilder gliedern sich in verschiedene Zyklen, wobei Esther Nisenthal Krinitz sie nicht in chronologischer Reihenfolge schuf. Nach den beiden Bildern 1 und 2 folgte Bild 26 und ganz zuletzt fertigte sie die Bilder 35 und 36 im Jahr 1999. Den Tag ihrer Flucht am 15. Oktober 1942 hielt sie in fünf Werken fest:
- Vor dem Krieg: 1. Mein Elternhaus, 2. Schwimmen im Fluss, 3. Mein Bruder Ruven, 4. Schawuot, 5. Rosch ha-Schana, 6. Pessach-Matzos (Before the War: 1. My Childhood Home, 2. Swimming In The River, 3. My Brother Ruven, 4. Shavuot, 5. Rosh Hashanah, 6. Passover Matzos)
- Nazi-Besetzung: 7. Die Nazis kommen, 8. Panzergräben ausheben, 9. Der Zahnarzt, 10. Das Arbeitslager, 11. Die Nazis verprügeln meinen Vater, 12. Das Gefangenenlager Janiszew, 13. Sammeln von Kiefernteer, 14. Vorspiel zur „Endlösung“, 15. Ich werde von einem Soldaten geschlagen, 16. Wir flohen über die Felder, 17. Befehl zum Verlassen unserer Häuser (Nazi Occupation: 7. The Nazis Arrive, 8. Digging Tank Trenches, 9. The Dentist, 10. The Labor Camp, 11. The Nazis Beat Up My Father, 12. Janiszew Prison Camp, 13. Collecting Pine Tar, 14. Prelude To The Final Solution, 15. I Am Struck By A Soldier, 16. We Fled Across The Fields, 17. Ordered To Leave Our Homes)
- Trennung: 18. „Wir werden alle zugrunde gehen“, 19. Der düstere Todesmarsch, 20. Straße nach Kraśnik, 21. Stefans Haus (Separation: 18. We Will All Perish, 19. The Somber Death March, 20. Road To Krasnik, 21. Stefan's House)
- Zuflucht suchen: 22. Gestapo-Kaserne, 23. Die Tiefe des Waldes, 24. Wir finden keine Zuflucht, 25. „Lauft um euer Leben“ (Seeking Refuge: 22. Gestapo Barracks, 23. Depth Of The Forest, 24. We Find No Refuge, 25. Run For Your Lives)
- Versteckt vor aller Augen: 26. Schwarzer Himmel fällt, 27. Der Brunnen, 28. Die Bienen retten mich, 29. Ich träume von Großvater (Hiding in Plain Sight: 26. Black Sky Falling, 27. The Well, 28. The Bees Save Me, 29. I Dream Of Grandfather)
- Befreiung: 30. Einmarsch der russischen Infanterie, 31. Maidanek, 32. Der Weg nach Berlin (Liberation: 30.  Russian Infantry March In, 31. Maidanek, 32. The Way To Berlin)
- Amerika: 33. Ankunft in Amerika, 34. Kirschen pflücken, 35. Mein Mann, Max Krinitz, 36. Enkelin (America: 33. Coming To America, 34. Picking Cherries, 35. My Husband, Max Krinitz, 36. Granddaughter)[14]

## Ausstellungen (Auswahl)
- 1996: erste Ausstellung in der Washington Hebrew Congregation, der ältesten jüdischen Gemeinde Washingtons
- 2001: Goodbye my children, maybe you will live. Jewish Community Center, Washington, D.C.
- 2001: Polnische Botschaft, Washington[6]
- 2001–2002: American Visionary Art Museum (AVAM), Baltimore (nach der Ausstellung im AVAM 2001 wurden die Werke anschließend in 42 anderen Museen weltweit gezeigt)
- 2003–2005: American Visionary Art Museum, Baltimore
- 2006: Miami Children’s Museum, Miami
- 2006: Birmingham Museum of Art, Birmingham
- 2007: Judah L. Magnes Museum, Berkeley
- 2007: William Breman Jewish Heritage & Holocaust Museum, Atlanta
- 2007–2008: Holocaust Museum Houston, Houston
- 2008–2009: Arnot Art Museum, Elmira (New York)
- 2009: Esther Nisenthal Krinitz: Fabric of survival. Oceanside Museum of Art, Oceanside (Kalifornien)[16]
- 2010: Butler Institute of American Art, Youngstown (Ohio)
- 2011–2012: S. Dillon Ripley Center, Smithsonian Institution, Washington, DC
- 2012–2013: American Visionary Art Museum, Baltimore
- 2013: Florida Holocaust Museum, Saint Petersburg, Florida
- 2014: Evansville Museum of Arts, History & Science, Evansville (Indiana)
- 2015: Columbus Museum of Art, Columbus (Ohio)
- 2017: Jewish Museum Milwaukee, Milwaukee
- 2021–2025: Esther and The Dream of One Loving Human Family. American Visionary Art Museum, Baltimore.[10][17]